# Сказка о громком барабане
Ска́зка о гро́мком бараба́не — детский кинофильм Евгения Шерстобитова в жанре «героическая сказка» по одноимённому произведению Софьи Могилевской. Снят на киностудии имени Александра Довженко в 1987 году.

## Сюжет
Действие фильма разворачивается в 1918 году.
Двенадцатилетний Ларик уходит на фронт вместе с красноармейцами; он становится барабанщиком в отряде красного командира Чумака.
Однажды, когда утомлённые бойцы спали и никто не слышал, как белогвардейцы окружают партизанский отряд, юный Ларик громким барабанным боем поднял бойцов и ценой собственной жизни спас товарищей.

## В ролях
— главная роль
- Серёжа Щербинин — Ларик,
- Екатерина Голубева-Польди — Маруся,
- Юрий Маляров — Чумак, революционный матрос, командир отряда,
- Владислав Пупков — председатель губкома,
- Анна Курган — мать Ларика,
- Николай Сектименко — отец Ларика,
- Валерий Панарин — комиссар,
- Николай Малашенко — начальник штаба белых / революционный матрос,
- Анатолий Юрченко — красноармеец Егорыч / белый офицер,
- Станислав Молганов — красноармеец Квашня,
- Георгий Дворников — красноармеец Хвыля,
- Владимир Шпудейко — красноармеец Снегов,
- Виктор Степаненко — красноармеец Василенко,
- Алексей Титов — красноармеец Семенчук,
- Владимир Янощук — Харитонов,
- Борис Руднев — генерал белой армии,
- Александр Чернявский — капитан белой армии,
- Анатолий Лукьяненко — поручик белой армии.

## Съёмочная группа
- Режиссёр — Евгений Шерстобитов
- Сценарист — Евгений Шерстобитов
- Оператор — Александр Чёрный
- Композитор — Михаил Бойко
- Художник — Оксана Тимонишина

### Каскадёры
- Анатолий Грошевой
- Олег Федулов
- Дмитрий Осмоловский
- Виталий Васильков (в титрах В. Васильков)
- Вячеслав Дубинин
- Константин Кищук